# カフェ・タンブランの女
カフェ・タンブランの女（カフェ・タンブランのおんな）は、フィンセント・ファン・ゴッホが1887年に制作した油彩画である (F370、JH1208)。モデルは、パリで「カフェ・タンブラン」を経営していたアゴスティーナ・セガトーリ (Agostina Segatori) であった。

## モデル

コローがセガトーリをモデルとした作品。

1886年にオランダからパリに出てきたゴッホが、1887年2月から3月頃に制作した作品である。タンバリンの形をした独特のテーブルとスツールから、場所がクリシー大通りのカフェ・タンブランであることが分かる。この絵で煙草を吸いながら宙を見つめる女性は、店主アゴスティーナ・セガトーリと考えられる。
セガトーリは、1841年頃イタリアで生まれ、ナポリで生活していたが、1860年頃までにパリに移った。ここで、ジャン＝レオン・ジェローム、ジャン＝バティスト・カミーユ・コロー、エドゥアール・マネといった著名な画家のモデルとなっている。パトロンを見つけ、1885年にカフェ・タンブランを開業した。ゴッホは、この店をよく訪れ、自分の作品を持って行って店内に展示してもらったこともある。一時はセガトーリと交際関係にあったとも言われるが、確実なことは分かっていない。

## 作品
ゴッホが、パリに来て、オランダ時代の暗い色彩を脱して印象派の影響を受けた時期の作品である。
パリのレストラン、バー、ナイトクラブなどナイトスポットでの風俗は、ピエール＝オーギュスト・ルノワールやアンリ・ド・トゥールーズ＝ロートレックら印象派の画家たちが好んで描いた題材であった。ロートレックが、アブサンを飲むゴッホを描いた肖像画が残っており、これもカフェ・タンブランで描かれたものではないかと思われる。ロートレックは、本作品と同じような構図で女性がカフェで座っている絵を描いており、ゴッホはその絵を見ていた可能性がある。X線解析によれば、本作品の下には別の女性の肖像画が描かれていたことが分かる。